# حس داخلي
يمكن وصف الحس الداخلي بتعريفه المعاصر على أنه الحاسة المتعلقة بالحالة الداخلية للجسم. قد يحدث هذا بوعي أو بدون وعي. ينطوي الحس الداخلي على عمليات الدماغ المسؤولة عن تكامل الإشارات المنقولة من الجسم إلى مناطق فرعية محددة – مثل جذع الدماغ، والمهاد، والفص الجزيري، والجهاز الحسي الجسدي والقشرة الحزامية الأمامية – ما يسمح بتمثيل عالي الدقة للحالة الفيزيولوجية في الجسم. تبرز أهمية ذلك في الحفاظ على أوضاع الاستتباب في الجسم، وربما تسهيل الإدراك الذاتي. 
تصل إشارات الحس الداخلي إلى الدماغ عبر مجموعة متنوعة من المسارات العصبية، على وجه التحديد من الصفيحة الأولى للنخاع الشوكي على طول المسار النخاعي المهادي وعبر النواة المفردة، التي تسمح بالمعالجة الحسية والتنبؤ بالحالة الجسمية الداخلية. من المقترح أن الخلل في تمثيل الحالة الداخلية، أو قطع الاتصال بين إشارات الجسم من جهة وتفسيرات الدماغ وتنبؤاته لهذه الإشارات من جهة أخرى، كامن خلف العديد من الحالات المختلفة مثل اضطراب القلق، والاكتئاب، واضطراب الهلع، وفقدان الشهية العصابي، والنهام العصبي، واضطراب الكرب التالي للصدمة النفسية (بّي تي إس دي)، والاضطراب الوسواسي القهري (أو سي دي)، واضطراب نقص الانتباه مع فرط النشاط (إيه دي إتش دي)، واللامفرداتية، واضطراب العرض الجسدي واضطراب قلق الإصابة بالمرض.
لا يمكن اعتبار التعريف المعاصر للحس الداخلي مرادفًا لمصطلح «الحس الحشوي». يشير الحس الحشوي إلى إدراك الإشارات الجسمية الناشئة من الأحشاء على وجه الخصوص: القلب، والرئتان، والمعدة والمثانة، إلى جانب مختلف الأعضاء الداخلية الأخرى في جذع الجسم. لا يضم هذا عددًا من الأعضاء مثل الدماغ والجلد. يشمل الحس الداخلي بدوره الإشارات الحشوية، لكنه ينطوي بشكل أوسع على جميع النسج الفيزيولوجية التي تنقل الإشارات المتعلقة بالحالة الحالية للجسم إلى الجهاز العصبي المركزي. تصل إشارات الحس الداخلي إلى الدماغ بواسطة مسارات متعددة بما في ذلك المسار النخاعي المهادي عبر الصفيحة الأولى، والمسار الحسي الحشوي الكلاسيكي، والعصب المبهم والعصب البلعومي اللساني، والمسارات الحسية الكيميائية في الدم والمسارات الحسية الجسمية من الجلد.
تنشأ إشارات الحس الداخلي من مختلف الأنظمة الفيزيولوجية العديدة في الجسم. ركزت الدراسات بشكل شائع على الحس الداخلي الناشئ من الجهاز القلبي الوعائي الذي يمكن قياسه عادة من خلال توجيه الانتباه نحو الإحساس بضربات القلب أثناء أداء عدد من المهام. تشمل الأجهزة الأخرى المتممة للمعالجة الحسية الداخلية كلًا من الجهاز التنفسي، والجهازين الهضمي والتناسلي البولي، وجهاز حس الألم، وجهاز التنظيم الحراري، وجهاز الغدد الصماء وجهاز المناعة. يمثل اللمس الجلدي الأملس إحدى الإشارات الحسية الأخرى التي غالبًا ما تُذكر في جهاز المعالجة الحسية الداخلية.

## فيزيولوجيا الحس الداخلي

### الجهاز القلبي الوعائي
خضع الحس الداخلي القلبي للدراسة على نطاق واسع بوصفه وسيلة لتقييم الحس الداخلي. استخدمت هذه الدراسات مختلف المهام بما في ذلك مهام إحصاء ضربات القلب، ومراقبة ضربات القلب، وكشف ضربات القلب والانتباه إلى ضربات القلب. تشمل مهام إحصاء ضربات القلب الطلب من المشاركين في الدراسة إحصاء ضربات قلبهم التي يشعرون بها خلال فترات قصيرة من الزمن. يقارن الباحثون بعد ذلك الرقم الذي أبلغ عنه الأفراد المشاركون في الدراسة مع الرقم الفعلي الذي حصلوا عليه بواسطة تخطيط كهربائية القلب. تقيس هذه المهمة مدى انتباه الأفراد إلى ضربات قلبهم الخاصة، ومدى دقة إدراكهم هذه الضربات وقدرتهم على الإبلاغ عن هذا القياس؛ مع ذلك، قد تتأثر هذه النتائج بالمعرفة السابقة التي يمتلكها المشاركون في الدراسة حيال ضربات قلبهم وعدم حساسيتهم لتغير معدل ضربات القلب. تنطوي مهام كشف ضربات القلب على تقديم نغمة موسيقية للأفراد المشاركين في الدراسة وتشغيلها بشكل متزامن أو غير متزامن مع ضربات قلبهم، إذ يُطلب من المشاركين بعد ذلك تحديد ما إذا كانت ضربات قلبهم متزامنة مع النغمات أم لا. تُستخدم مهام كشف ضربات القلب بشكل شائع نظرًا إلى قدرتها على تمييز أداء الفرد فوق مستويات «الصدفة»، إذ يُطلق عليها اسم «الكاشفات الجيدة». مع ذلك، لا تتجاوز معدلات الكشف بين المشاركين في مثل هذه المهام نسبة 35%. تقيس هذه المهام أيضًا انتباه المشاركين للعملية الحسية الداخلية، وقدرتهم على كشفها، وتمييزها، ومدى دقتهم في تحديدها والإبلاغ الذاتي عنها. تُعد مهام كشف ضربات القلب أيضًا الأكثر بساطة، وتعتمد ببساطة على توجيه الانتباه لأعلى وأسفل نحو الإحساس بالحس الداخلي مثل ضربات القلب، أو التنفس أو المعدة. عادة ما يحدث معظم إدراك أحاسيس ضربات القلب خلال فترة الاضطراب الاستتبابي، كفترة التغير في حالة الجسم بسبب التأثيرات الخارجية أو الداخلية مثل الإجهاد الجسدي أو حالة التيقظ المرتفعة (على سبيل المثال، ركوب الأفعوانية، أو مشاهدة فيلم رعب، أو قلق التحدث أمام الجمهور أو الإصابة بنوبة هلع). نتيجة لذلك، يخضع الحس الداخلي القلبي للدراسة في بعض الأحيان بواسطة إحداث الاضطرابات في الحالة الجسمية. يمكن إحداث هذه الاضطرابات دوائيًا باستخدام العقاقير الشبيهة بالأدرينالين، مثل الإيزوبرينالين، الذي يحاكي تنشيط الجهاز العصبي الودي، ما ينتهي بزيادة معدل ضربات القلب ومعدل التنفس، بشكل مشابه لاستجابة «الكر أو الفر». يوفر هذا النهج الأساس الفيزيولوجي اللازم لفهم الاضطرابات العصبية والنفسية التي تتميز بارتفاع في نشاط الجهاز العصبي الودي.

### الجهاز التنفسي والاستقبال الكميائي
قد يختلف الإدراك التنفسي عن الأعراض الفيزيولوجية الحسية الداخلية الأخرى نظرًا إلى قدرة الفرد على ممارسة التحكم الإرادي بجهاز التنفس من خلال التحكم في التنفس أو تمارين التنفس. غالبًا ما تشمل مقاييس جهاز التنفس استخدام تقييد قدرة التنفس الاستيعابية و/أو استنشاق غاز ثاني أكسيد الكربون، إذ تُصمم هذه المقاييس لمحاكاة التنفس الجهدي. تمثل الزلة التنفسية، أو صعوبة التنفس، أحد الأحاسيس الشائعة المرتبطة بنوبات الهلع؛ مع ذلك، نظرًا إلى القدرة على التحكم الإرادي في التنفس، عادة ما يتطلب هذا المجال من الحس الداخلي تطبيق درجة أكثر تعقيدًا من الضوابط التجريبية في المعايرة مقارنة بما يتطلبه قياس الحس الداخلي القلبي.

### الجهاز الهضمي والجهاز التناسلي البولي
تشمل أحاسيس الحس الداخلي الشائعة المرتبطة بالجهاز الهضمي والجهاز التناسلي البولي كلًا من الجوع والامتلاء. يمثل هذان الشعوران الإشارات الحسية الداخلية المسؤولة عن إعلام الفرد بحلول وقت تناوله الطعام ووقت توقفه عن تناول الطعام. تلعب الجزيرة المتوسطة الظهرية دورًا واضحًا في معالجة التذوق خلال مهام الانتباه الحسي الداخلي الهضمي. تُستخدم انتفاخات المثانة أو المستقيم كوسيلة لإحداث اضطراب في البيئة الاستتبابية للجهازين الهضمي والتناسلي البولي، من خلال وضع القسطر البالوني القابل للنفخ للوصول إلى درجات مختلفة من شدة التنبيه. استُخدمت نماذج تعلم الخوف الترابطي في دراسة كيفية تطور حالات غير طبيعية من فرط الحساسية المعدية المعوية والقلق نتيجة إشارات بسيطة عديمة الضرر. أظهر العلاج بالارتجاع البيولوجي المستخدم مع الأفراد المصابين بعجز في الحس الداخلي الهضمي نتائج إيجابية لدى بعض المرضى.

### جهاز حس الألم
يشير حس الألم إلى استقبال المنبهات المحفزة للألم ومعالجتها بواسطة الجهاز العصبي المركزي. أظهرت الدراسات باستخدام التصوير الوظيفي للدماغ تنشيط الفص الجزيري بشكل أساسي خلال معالجة الألم عند إحداث التنبيه الألمي على الجلد بواسطة تطبيق مسبار ساخن، أو ضغط ميكانيكي أو صدمة كهربائية. نتيجة لذلك، بالاستناد إلى التصوير الوظيفي والأدلة التشريحية، أصبح من المفهوم في الوقت الحالي امتلاك الألم لمكون حسي داخلي، إذ اعتُقد في السابق أن الألم إحساس خارجي صرف.